# Rotylenchulus reniformis
Nématode réniforme
Espèce
Rotylenchulus reniformis, communément appelé le Nématode réniforme, est une espèce de nématodes de la famille des Hoplolaimidae, originaire des régions tropicales et subtropicales. C'est un nématode phytoparasite, sédentaire, semi-endoparasite ; seules les femelles au stade adulte pénètrent dans les racines des plantes-hôtes. Ce nématode affecte une très vaste gamme d'espèces végétales dont 140 espèces de plantes cultivées. C'est, parmi les dix espèces du genre Rotylenchulus, celle qui a la plus grande importance économique.

## Morphologie
Le nématode réniforme présente un dimorphisme sexuel.
La femelle immature, qui vit libre dans le sol, est mince et présente une forme en spirale ou en forme de C lorsqu'elle est tuée par la chaleur. Elle mesure environ 0,3 à 0,5 mm de long.
La région des lèvres, continue avec le contour du corps, est arrondie à conoïde, et modérément sclérotisée. Le stylet a une longueur de 10 à 20 µm, une résistance modérée et de petits boutons basaux arrondis. L'orifice de la glande œsophagienne dorsale, qui présente une ouverture d'environ une longueur de stylet, est situé en arrière des boutons basaux du stylet,. La queue, conoïde, à l'extrémité arrondie, mesure de 2 à 3 fois la largeur du corps à l'anus.
La femelle adulte, qui vit dans les racines en semi-endoparasite, a un corps très renflé, de forme irrégulière à réniforme, avec une queue courte, un stylet court et mince avec des boutons de stylet arrondis. L'œsophage en trois parties, présente un isthme long et étroit et un métacarpe bien développé. Il comporte un bulbe médian bien développé et des lobes de glande allongés (4 à 5 fois la largeur du corps), chevauchant l'intestin latéralement et ventralement. La vulve, juste derrière le milieu du corps, a des gonades appariées et opposées, présentant chacune une double flexion dans l'ovaire,.
Chez le mâle, qui à l'aspect d'un ver (vermiforme), la sclérotisation de la lèvre et le stylet sont beaucoup plus faibles que chez la femelle immature. Son œsophage dégénère et il a une queue semblable à celle de la femelle immature, et une petite bourse adanale, mince et avec des spicules incurvés et une queue pointue,,.

## Synonymes

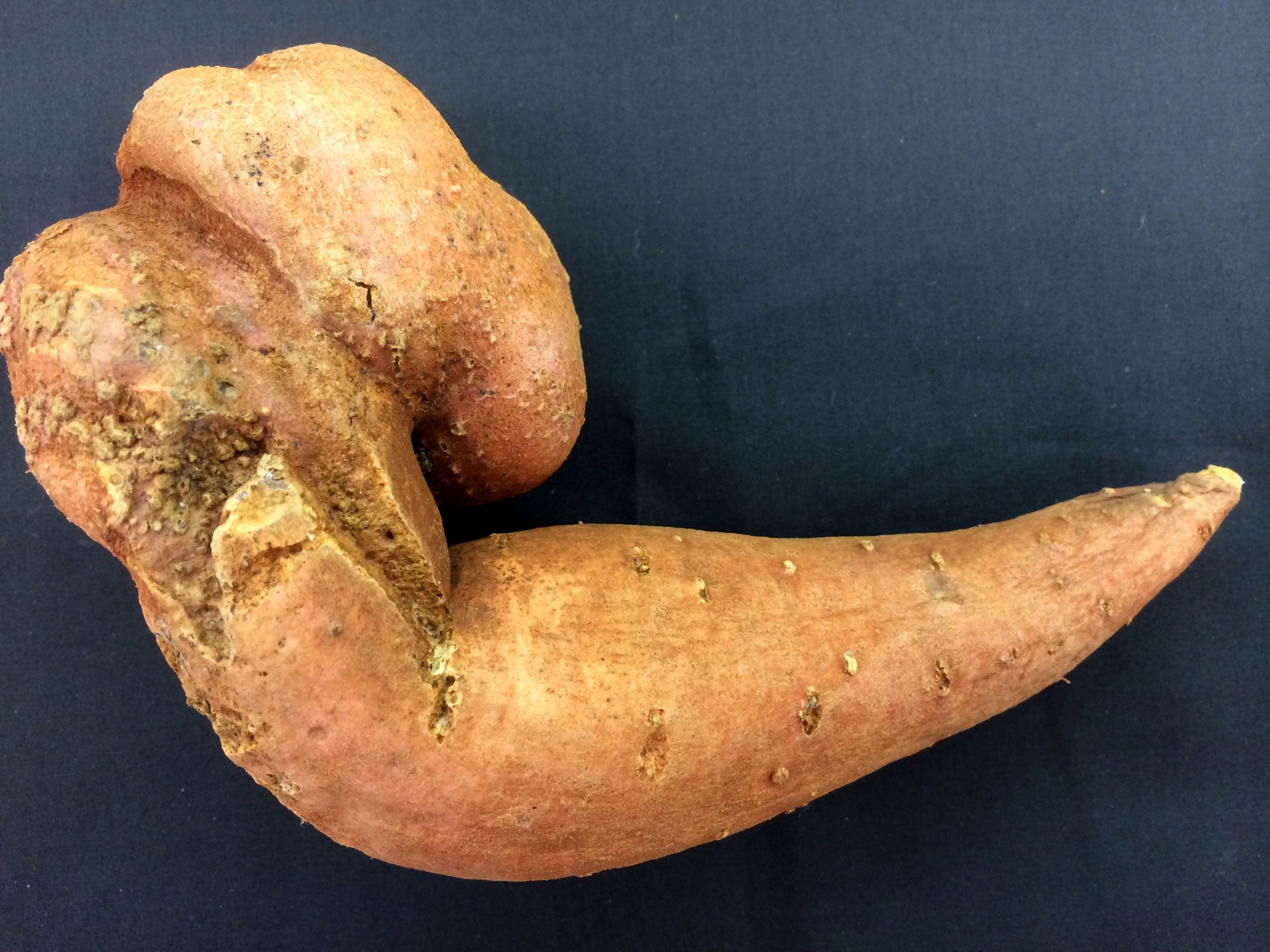
Patate douce infectée par des nématodes réniformes.

Selon  Invasive Species Compendium (ISC) :
- Leiperotylenchus leiperi Das, 1960
- Rotylenchulus leiperi (Das) Loof & Oostenbrunk, 1961
- Rotylenchulus queirozi (Lordello & Cesnik) Sher, 1961
- Rotylenchulus stakmani Husain & Khan, 1965
- Spyrotylenchus queirozi Lordello & Cesnik, 1958